# Quercus castaneifolia
Espèce
Classification phylogénétique
Quercus castaneifolia, ou Chêne à feuilles de châtaignier, est une espèce de plantes du genre des chênes et de la famille des fagacées.

## Origine et répartition
Quercus castaneifolia est originaire du Caucase et du Nord de l'Iran.